# Shiokara

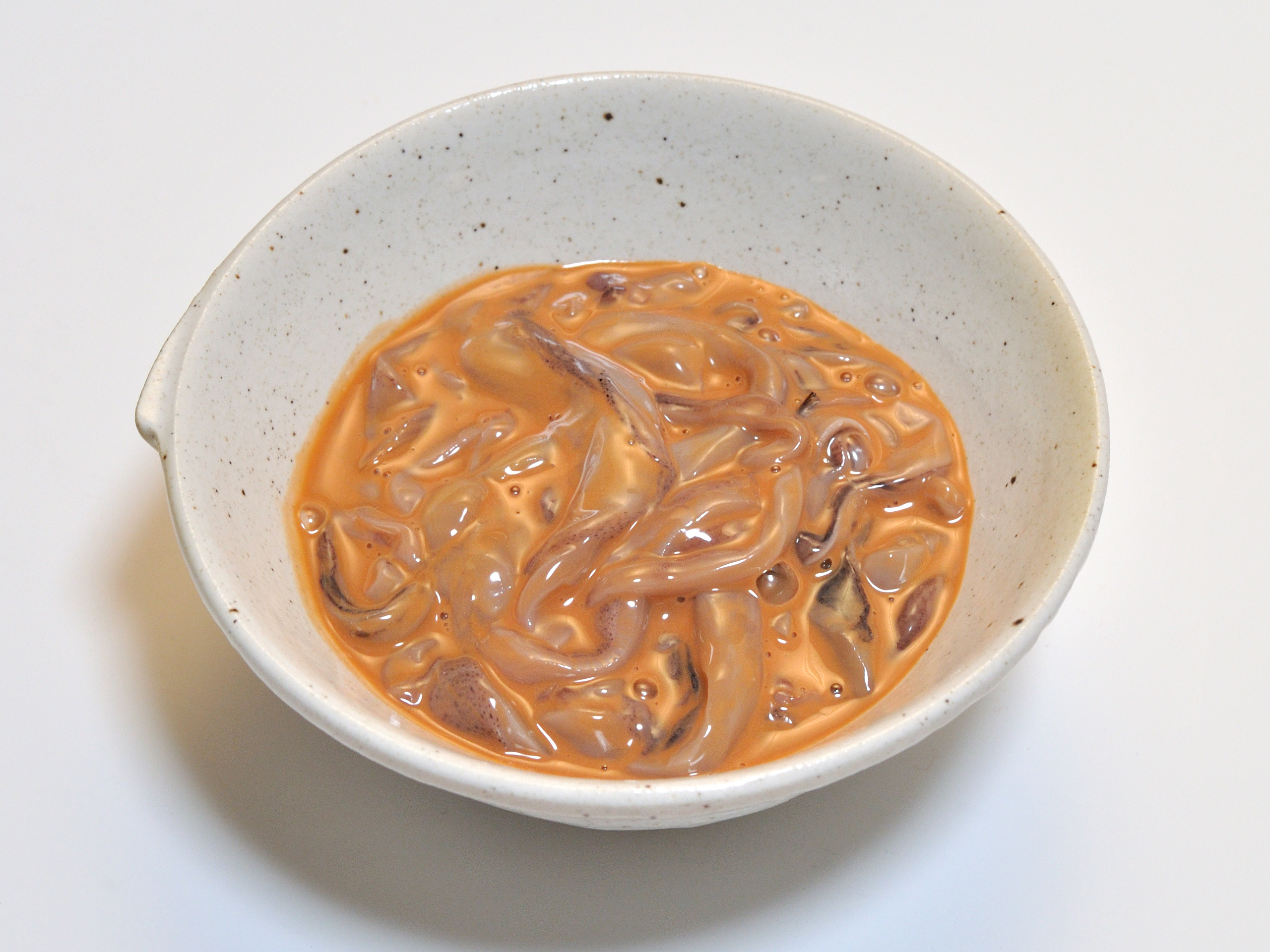
Ika no shiokara

Lo shiokara (塩辛?) è un piatto tipico della cucina giapponese, a base di frutti di mare fermentati.

## Varianti
- Ika no shiokara, la varietà più diffusa, con seppie
- Hotaruika no shiokara
- Katsuo no shiokara, con tonno marinato
- Kaki no shiokara, con ostriche
- Uni no shiokara
- Ami no shiokara, con gambero

Altre varianti più particolari sono:
- Ganzuke (がん漬?), con granchio
- Konowata (このわた, 海鼠腸?) con Trepang
- Mefun (めふん?), con salmone